# Congreso Democrático de Gambia
El Congreso Democrático de Gambia (en inglés: Gambia Democratic Congress) o GDC por sus siglas, es un partido político gambiano fundando en abril de 2016 por Mama Kandeh de cara a las elecciones presidenciales de Gambia de 2016 y que, tras la derrota de Jammeh y el fin de su régimen, pasó a convertirse en la principal fuerza de la oposición al gobierno de Adama Barrow tras las siguientes elecciones parlamentarias. Aunque Kandeh lo definió como un partido de carácter socialdemócrata, desde su fundación ha recibido a militantes o partidarios contentos de prácticamente todas las fuerzas del país, convirtiéndolo en un partido atrapalotodo.
Después de su fundación, Kandeh recorrió Gambia, atrayendo multitudes "enormes". Sin embargo, Kandeh perdió popularidad luego de rechazar unirse a la Coalición 2016, que tenía como intención desbancar a Jammeh del poder. El segundo líder inicial, Facuru Sillah, más tarde abandonó el partido después de una disputa con Kandeh.
En las elecciones presidenciales de 2016, Kandeh se ubicó en tercer lugar detrás de Jammeh, que de todas formas fue derrotado por el candidato de la Coalición 2016, Adama Barrow. Tras la juramentación de Barrow y la controvertida salida del poder de Jammeh por medio de una intervención militar de la CEDEAO, el GDC presentó candidaturas en las elecciones parlamentarias de 2017, en las cuales obtuvo el segundo lugar con el 17.38% de los votos y 5 escaños (en empate con el anterior partido gobernante, la Alianza para la Reorientación y la Construcción Patriótica), y detrás del oficialista Partido Democrático Unificado.
En abril de 2019, el partido se vio favorecido por la entrada de nuevos militantes y miembros luego de varias deserciones masivas de otras fuerzas, siendo la más importante la del Partido de Reconciliación Nacional, con más de trescientos partidarios, así como del UDP, de la ARPC, y en menor medida de la Organización Democrática Popular para la Independencia y el Socialismo (PDOIS).

## Resultados electorales

### Presidenciales
| Año  | Candidato   | Votos  | %                |
| ---- | ----------- | ------ | ---------------- |
| 2016 | Mama Kandeh | 89.768 | \| \| 17.07 % \| |
|      | 17.07 %     |        |                  |

### Parlamentarias
| Año  | Votos   | %                | Escaños | +/- |
| ---- | ------- | ---------------- | ------- | --- |
| 2017 | 65.938  | \| \| 17.38 % \| | 5/53    | 5   |
|      | 17.38 % |                  |         |     |